# 201e régiment d'infanterie territoriale
Le 201e régiment d'infanterie territoriale est un régiment d'infanterie de l'armée de terre française qui a participé à la Première Guerre mondiale.

## Historique des garnisons, combats et batailles du201eRIT

### Première Guerre mondiale

#### Affectation
- 100e division d'infanterie territoriale

#### 1915
- 25 septembre-6 octobre : seconde bataille de Champagne

## Drapeau
Il ne porte aucune inscription.

## Personnalités ayant servi au201eRIT
- Albert Souques (1890-1952), Compagnon de la Libération.

## Sources et bibliographie
- Historique du 201e régiment territorial d'infanterie : campagne 1914-1918, Nancy, Berger-Levrault, 14 p., lire en ligne sur Gallica.